# Айн (ефіопська літера)
Айн (амх. ይን) — шістнадцята літера ефіопської абетки, позначає глотковий приголосний звук /ʔ/.
- ዐ  — е
- ዑ  — у
- ዒ  — і
- ዓ  — а
- ዔ  — е
- ዕ  — и (ʔ)
- ዖ  — о